# Мария Иконому
Мария Иконому (на гръцки: Μαρία Οικονόμου) e гръцка учителка и деятелка на Гръцката въоръжена пропаганда.

## Биография
Родена е в погърченото солунско село Дремиглава. Завършва женското училище в Солун и става гръцка учителка в гевгелийското село Негорци, където живее при дееца на гръцката пропаганда Т. Хардзанов. След това преподава във Владово, където е част от гръцкия революционен комитет заедно с Тодор Картов, Бамков, Бакартов, поп Христо и началника на гарата Нано. Подложена е на заплахи от отвличане от лидера на българския комитет А. Греков. Във Владово Иконому преподава в 1903 - 1906 година - най-активния период на гръцко-българския сблъсък в Македония и активно сътрудничи с капитан Аграс, който загива във Владово.